# استان سوای رینگ
استان سوای رینگ (به لاتین: Svay Rieng Province) یک منطقهٔ مسکونی در کامبوج است که در کامبوج واقع شده‌است. استان سوای رینگ ۲٬۹۶۶ کیلومتر مربع مساحت دارد.